# Herencia (película de 2013)
Herencia (2013) es una película de cine español dirigida por el actor y director Mario Bolaños rodada en Villafranca del Bierzo en la cual podemos encontrar caras más conocidas como la de Arancha Martí, Alfonsa Rosso Dafne Corregidor, Archivado el 15 de mayo de 2017 en Wayback Machine. o Carlos López (nominado como actor revelación por su papel de "Dorian" en los XXIV premios de la Unión de Actores) junto a un reparto coral de jóvenes actores. También se puede encontrar a varios de los habitantes de Villafranca colaborando con pequeños cameos en la figuración. Herencia fue estrenada en el año 2013 en el cine Palafox de Madrid, no obstante no llegó a comercializarse. Sin embargo se encuentra expuesta y se puede disfrutar de forma gratuita en su canal de Youtube Herencia (Película completa)

## Argumento
Película coral. Todo empieza cuando un grupo de jóvenes idealistas encapuchados, Juan, Luis, Elena, Nerea y Ruth, asalta el ayuntamiento, exigiendo sus derechos y recriminando las injusticias, grabando al alcalde como lo que consideran es, un cerdo, mientras retienen a su hija Sara, engañada por Alex y atemorizan al resto de los concejales. A su vez, tenemos una joven enferma terminal, Clara (Arancha Martí), que antes de morir quiere que, idílica y románticamente, resurjan en un pueblo, a través de la unión y la solidaridad, los valores que hemos perdido, todo ello en la sombra y con ayuda de su hermana Miryam.
Fran, David y Marta, dos amigos, una chica y decidir entre lo que dicta el corazón o lo correcto.
Y por último Esther y Alberto, dos incomprendidos incondicionales, condicionados por el pasado y un gran secreto.
Los destinos de todos ellos serán cruzados.
Película que trata de las malas herencias que tenemos y seguimos repitiendo: el egoísmo, la envidia, la ausencia de valores.

## Reparto
- Alfonsa Rosso - Abuela
- Ana Feijoo - Esther
- Alan Rodríguez - Fran
- Arancha Martí - Clara
- Cristina Esteban - Marta
- Christian Delgado - Alex
- Dafne Corregidor - Sara
- Carlos López - David
- Iván García - Juan
- Jonhatan Cesc - Alberto
- Mariana Calderón . Miryam
- Marcos Rosa - Luis
- Noelia Alonso - Elena
- Shandra Sánchez - Nerea
- Sara Gutiérrez - Ruth
- Nuria Baré - Julia
- Secundino Nogueira - Abuelo

- Datos: Q21003082